# Незнаний Голод (фільм)
«Незнаний Голод» — історико-документальний фільм створений українською діаспорою в Канаді про скорботні часи в історії України. Фільм випущений режисером й автором Тарасом Гукало в 1983 році.

## Сюжет
Історично-документальний фільм про Голодомор в Україні 1932-1933 років, сюжетна лінія якого побудована на інтерв'ю живих очевидців та дослідників Голодомору, зокрема, показано інтерв'ю з відомим вченим Гарвардського університету Джеймсом Мейсом, з яким автор фільму провів незлічену кількість годин. Ця маловідома документальна стрічка була першим фільмом про Голодомор в Україні, випереджуючи навіть тепер добре відомі «Жнива розпачу (фільм)», які теж створені в Канаді. За сприяння українського видання «Оттавський вісник» та Комітету дослідження українського голодомору в Торонто і фінансової підтримки Національного кінематографічного управління цей фільм цей фільм перебуває у вільному доступі, його демонстрували на канадському телебаченні (фільм має додаткове озвучення на англійській, французькій та німецькій мовах).

## Знімальна група
Режисер: Тарас Гукало

Сценарист: Тарас Гукало

Оператор: 
Продюсер: Тарас Гукало